# 有価証券届出書
有価証券届出書（ゆうかしょうけんとどけでしょ）（英語: securities registration statement または registration statement）とは、有価証券の募集や売出しを行う場合などに、その募集または売り出しを行おうとする発行会社が内閣総理大臣に宛てて提出する開示資料のことである。当該有価証券の発行者の営業および経理の状況その他の事業の内容に関する重要事項及び当該有価証券の発行条件などが記載されている。なお、有価証券届出書は日本国の金融商品取引法第2条第7項以下に規定されたものであり、本項ではこれについて、解説するものとする。

## 概要
有価証券届出書は、有価証券の募集や売出しを行う場合などに、その発行者が内閣総理大臣に宛てて提出する法定開示書類の一つで、当該有価証券の発行者の営業および経理の状況その他の事業の内容に関する重要事項及び当該有価証券の発行条件などが記載されている。この有価証券届出書の提出はEDINETと呼ばれるシステムを通じて行われ、有価証券届出書はこのシステムによりインターネット等もしくは財務局及び証券取引所などで公衆の縦覧に供される。有価証券届出書の提出は、投資家保護を目的として課せられた金融商品取引法第4条及び第5条に基づく開示規制上の義務となっており、募集及び売出しの価額の総額が1億円以上の場合や、勧誘を行う相手方の人数が50名以上の場合など、一定の基準に該当する場合において、有価証券届出書の提出を行わないままに、取得勧誘を行うことはできない。なお、仮に有価証券届出書の提出を行わずに取得勧誘を行った場合、処罰対象となる。

### 有価証券届出書の記載事項
有価証券届出書の記載事項は、以下のとおりである。
第一部 【証券情報】
1. 【募集要項】新規発行株式の種類及び発行数、株式募集の方法及び条件、株式の引受け、新規発行新株予約権証券、新規発行社債、社債の引受け及び社債管理の委託、新規発行コマーシャル・ペーパー及び新規発行短期社債、新規発行カバードワラント、新規発行預託証券及び新規発行有価証券信託受益証券、新規発行による手取金の使途並びに会社設立の場合の特記事項[3][6][8][10]
2. 【売出要項】売出有価証券及び売出しの条件[3][6][8][10]
3. 【第三者割当の場合の特記事項】[3][6][8][10]
4. 【その他の記載事項】[3][6][8][10]

第二部 【企業情報】
1. 【企業の概況】主要な経営指標等の推移、沿革、事業の内容、関係会社の状況及び従業員の状況[3][6][8][10]
2. 【事業の状況】業績等の概要、生産・受注・販売の状況、経営方針・経営環境・対処すべき課題等[注釈 2]、事業等のリスク、経営上の重要な契約等、研究開発活動並びに財政状態、及び経営成績の分析[3][6][8][10][11][12]
3. 【設備の状況】設備投資等の概要、主要な設備の状況並びに設備の新設、及び除却等の計画[3][6][8][10]
4. 【提出会社の状況】株式等の状況、自己株式の取得等の状況、配当政策、株価の推移、役員の状況、及びコーポレート・ガバナンスの状況等[3][6][8][10]
5. 【経理の状況】連結財務諸表等及び財務諸表等[注釈 3][3][6][8][10]
6. 【提出会社の株式事務の概要】[3][6][8][10]
7. 【提出会社の参考情報】提出会社の親会社の情報及びその他の参考情報[6][8][10]

第三部【提出会社の保証会社の情報】
第四部【特別情報】
1. 【最近の財務諸表】[注釈 5][3][6][8][10]
2. 【保証会社及び連動子会社の最近の財務諸表又は財務書類】[注釈 6][6][8][10]

### 有価証券届出書の様式
有価証券届出書には、以下の7つの様式がある。

#### 第2号様式
第2号様式は、通常方式と呼ばれるもので、金融商品取引法第5条第1項及び企業内容等の開示に関する内閣府令第8条第1項第1号に基づいて作成がなされる有価証券届出書の様式である。内容は、証券情報、企業情報及びその他の情報で構成される。

#### 第2号の2様式
第2号の2様式は、組込方式と呼ばれるもので、本来は有価証券届出書に記載すべき企業情報に関する部分を、直近に提出された有価証券報告書を綴じ込む方法により作成がなされる有価証券届出書である。過去1年間以上にわたり、継続して有価証券報告書を提出している会社が作成する際には、この様式を用いて有価証券届出書を作成することができる。

#### 第2号の3様式
第2号の3様式は、参照方式と呼ばれるもので、本来は有価証券届出書に記載すべき企業情報に関する部分を、直近に提出された有価証券報告書を参照する方法により作成がなされる有価証券届出書である。過去1年間以上にわたり、継続して有価証券報告書を提出している会社であり、発行した有価証券の取引状況が一定の基準を満たす者が、有価証券届出書を作成する際には、この様式を用いることができる。

#### 第2号の4様式
第2号の4様式は、新規公開時に作成がなされる有価証券届出書である。内容は、証券情報、企業情報、株式公開情報及びその他の情報で構成される。

#### 第2号の5様式
第2号の5様式は、1億円以上5億円未満の募集又は売出しを行う場合に、金融商品取引法第5条第2項及び企業内容等の開示に関する内閣府令第8条第1項第2号並びに第9条の２に基づいて作成がなされる有価証券届出書の様式である。内容は、証券情報、企業情報及びその他の情報で構成されるが、第2号様式と比較して企業集団の情報を主体とする連結ベースでの記載ではなく、自社の情報を中心とする個別ベースの情報を記載することで足りるように設定されている。

#### 第2号の6様式
第2号の6様式は、組織再編成を行う場合に、金融商品取引法第5条第1項及び企業内容等の開示に関する内閣府令第8条第1項第2号に基づいて作成がなされる有価証券届出書の様式である。内容は、証券情報、組織再編成に関する情報、企業情報及びその他の情報で構成される。

#### 第2号の7様式
第2号の7様式は、新規公開にかかる組織再編成を行う場合に、金融商品取引法第5条第1項及び企業内容等の開示に関する内閣府令第8条第2項に基づいて作成がなされる有価証券届出書の様式である。内容は、証券情報、組織再編成に関する情報、企業情報、株式公開情報及びその他の情報で構成される。

## 募集の告知と有価証券届出書
通常、発行会社は会社法201条3項により、払込期日の2週間前までに、株主に対して会社法199条1項にある募集事項の通知を行わなければならない。しかしながら、有価証券届出書の提出がなされている場合、会社法201条5項により、募集事項の通知は実質的に確保されており、会社法上の通知または公告と重ねて行わなくてもよいこととなる。

## 提出に関するスケジュール
有価証券届出書の提出に関しては、まず実際の提出先となる財務局にあらかじめ相談を行う。相談は提出日となる日の2週間程度前には行われている必要があり、そこでは効力発生日等日程と提出予定の有価証券届出書の記載内容の確認を行う。この確認は、有価証券届出書提出後に記載内容に重要な事項の不備が見つかり、その不備を訂正するための訂正有価証券届出書を提出した場合、企業内容等の開示に関する留意事項について1-2-4に基づいて、有価証券届出書の効力が予定どおりに生じない場合があり、そのような不測の事態を避けるために行われるものである。
有価証券届出書の提出日当日は、募集又は売出しに関する取締役会決議を行う必要がある。この取締役会決議を実施した取締役会の議事録については、有価証券届出書と提出時にEDINETにて、有価証券届出書とともにPDFにて内閣総理大臣に提出することが義務となっている。他方、実務面に目を向けると、その募集又は売出しの実施に関する情報は、市場動向に影響を与える可能性があり、これにより株価が混乱することを回避するため、株式市場がその日の大引けを迎えたあとに、有価証券届出書の提出と公表、そしてTDnetを用いた適時開示が行われるのが一般的である。また、適時開示による、証券情報の開示が金融商品取引法における「勧誘」行為に該当するとみなされるリスクがあると考えられていることから、届出前勧誘による法令違反とならないようにするため、適時開示を有価証券届出書の提出以後に行うという慣例がある。一方で、『開示用電子情報処理組織による手続の特例等に関する留意事項について』1-2によれば、EDINETにおける有価証券届出書の提出は平日17時15分までとされているため、 提出日における発行会社の提出作業を担当する者は綱渡りのような過密なタイムスケジュールを強いられることとなる。
ついで、有価証券届出書が提出されたあとは、原則として提出した日の翌日から起算して16日目に、効力が発生することとなる。

## 効力発生
届出の対象となる募集や売出しに係る有価証券の勧誘は、あらかじめ有価証券届出書を提出することで実施することが可能である。しかしながら、金融商品取引法第15条第1項によれば、その有価証券を実際に取得させ、売り付けることは、有価証券届出書の効力発生後でないとできない。前述の通り、この効力発生は、原則として、有価証券届出書が受理された日から中15日を経過した日、すなわち、提出の翌日から起算して16日目になると、金融商品取引法第8条にて定められている。ただし、金融商品取引法第8条第3項や『企業内容等の開示に関する留意事項について』8-3によれば、組込方式及び参照方式を用いた有価証券届出書に関しては、届出を行った発行者から期間短縮の願い出があった場合は、財務局長の判断で、提出日から中15日開けるまでの期間より短い日数で効力発生を認めることができるとされる。なお、有価証券届出書の記載内容を訂正するために訂正有価証券届出書を提出した場合には、訂正有価証券届出書の提出があった日の翌日を起算日として、効力発生までの期間を改めて計算することとなる。
有価証券届出書の効力が発生すると、金融商品取引法第15条第1項の規定に基づき、有価証券届出書の対象となっている株式等の投資家に対する販売を担う金融商品取引業者や発行会社は顧客からの申込みに対して割当てを行うことや取得・売付けの約定を行うことができるようになる。

### 効力発生まで期間を設ける理由
このように有価証券届出書の提出から効力発生まで、一定の期間を設けている理由は、投資家の熟慮期間の設定にある。すなわち、投資家においては、公衆縦覧に供された有価証券届出書や、その有価証券届出書の内容を基に作成され証券会社から提供された目論見書を読むことで、投資判断を行うことができるという実態がある。ところで、証券投資は投資家の判断と責任でなされるべきものであり、この投資判断はその前提として極めて重要なものであるということが言える。そうであるならば、投資判断の根拠となりうる有価証券届出書の内容について投資家が熟読し分析、判断をするための期間を一定程度設けるべきという考えから、効力発生まで一定程度の期間を開けることとなっている。そのため、上場企業である発行会社が公募増資の際などに提出している組込方式や参照方式による有価証券届出書については、その発行会社の企業情報が既に公衆に広範に提供されていると見なされ、投資家の熟慮期間を通常と同様の中15日を確保することは不要と考えられるため前述のとおり、中7日での効力発生が認められている。
また、このほか、財務局などにおける記載内容の審査を行うための期間を設定することも、有価証券届出書の提出から効力発生まで期間を開けることの目的となっている。

## 記載内容の審査
有価証券届出書は、前述のとおり、発行会社による内閣総理大臣への提出から効力発生に至るまでの間、一定の待機期間が設けられている。この間、有価証券届出書の事実上の提出先となる財務局などでは、適切な開示の確保を目的として、審査を行っている。また、効力発生後には、証券取引等監視委員会において、再び同じ目的で審査を実施している。この審査の結果、有価証券届出書の形式に不備があった場合あるいは不実記載が見られた場合などにあっては、金融商品取引法第9条第1項などの規定に基づき、発行会社に対して、有価証券届出書の訂正を命ずることができることとなっている。また金融商品取引法第26条では有価証券届出書の提出者に対する報告又は資料の提出命令及び検査を、金融商品取引法193条の2第6項では公認会計士等の会計監査人に対して報告又は資料の提出命令を出すことができるとする規定も設けられており、記載内容に関する審査の実効性を法令面からも担保するように法整備がなされている。

## 訂正有価証券届出書
有価証券届出書の提出日以降、当該有価証券届出書の効力が発生する以前において、有価証券届出書に記載すべき重要な事項に関して変更等が発生したために、訂正が必要となった場合は、金融商品取引法第7条に基づき、訂正有価証券届出書の提出を行う必要がある。主な訂正事項及びその効力発生までに要する期間は以下のとおりである。

### 発行価格等の訂正
実務上一般的な価格決定方式となっているブックビルディング方式によるオファリングや新規公開を行う場合、募集又は売出しに係る発行価格や売出価格または利率は、有価証券届出書提出時点では、「未定」とされる。この場合、ブックビルディング方式に則ったもしくは新規公開に際しての募集又は売出しを行う場合において、発行価格等及び当初「未定」とした証券情報に係る訂正については、訂正有価証券届出書の提出日またはその翌日に届出の効力が発生するものと定められている。

### 株式の発行数・社債の券面総額の変更
株式の発行数や社債の券面総額の変更が行われる場合も、訂正有価証券届出書の提出が行われる。これについては、提出後、行政機関の休日を除いて3日を空けた日、すなわち、提出の翌日から起算して4日目に効力が発生する。

### その他重要事項の訂正
手取金の使途や事業等のリスク等に関して、投資家の投資判断に重要な影響を及ぼす恐れのある変更があった場合や、決算情報の公表がなされた場合の訂正については、訂正有価証券届出書の提出後、行政機関の休日を除いて3日を空けた日、すなわち、提出の翌日から起算して4日目に効力が発生する。

### 内閣総理大臣からの訂正命令
記載内容の審査に関する項目で記載したとおり、有価証券届出書の記載事項については、財務局や証券取引等監視委員会などで、複数回にわたって審査が行われている。この審査の結果、金融商品取引法に記載の次のいずれかの規定に該当した場合、内閣総理大臣の名前で有価証券届出書の訂正命令が発行会社に対して出され、発行会社は訂正有価証券届出書を提出することとなる。
1. 「形式上の不備があり、又はその書類に記載すべき重要な事項の記載が不十分であると（内閣総理大臣が）認めるとき」（金融商品取引法第9条第1項）[22][26]
2. 「虚偽の記載があり、又は記載すべき重要な事項若しくは誤解を生じさせないために必要な重要な事実の記載が欠けていることを（内閣総理大臣が）発見したとき」（金融商品取引法第10条第1項）[注釈 12][22][26]

このうち、特に２．に該当した場合、内閣総理大臣は、効力停止が必要であると認めた場合は、その有価証券届出書の効力の停止命令を出すことができる。

## 提出が不要となる場合
以下のいずれかに該当する場合、届出書の提出は不要である。
1. 発行価額の総額が1億円未満の場合[7][28]
2. 非開示会社の有価証券にかかる売出しであって、その総額が1億円未満の場合[7][28]
3. 開示会社の売出し[28][29]
4. 適格機関投資家や特定投資家等向けに募集又は売出しを行う場合[7]
5. 自己株式にかかるストック・オプションを自社の役職員に付与する場合[17]
6. その他

「発行価額の総額が1億円未満の場合」及び「非開示会社の有価証券にかかる売出しであって、その総額が1億円未満の場合」の特例
発行会社が1億円以上の募集及び売出しを実施する場合は、前述の通り有価証券届出書の提出が義務となる。一方で、「発行価額の総額が1億円未満の場合」及び「非開示会社の有価証券にかかる売出しであって、その総額が1億円未満の場合」については、届出書の提出は不要とされている。金融商品取引法において有価証券届出書の提出及び「公衆の縦覧に供すること」を義務としていることの目的が、投資家保護を目的としているものであり、このような少額の募集や売出しにまで、このような義務を課すことは過剰なものと考えられているため、このような特例が認められる。さらに、仮にこのような義務を課した場合、有価証券届出書の作成や提出のために発行会社が負う経済的負担や事務負担が、資金調達で得られる額と比較して過度な物となることも、この特例が設けられている理由である。
「開示会社の売出し」に関する特例
原則として発行会社が1億円以上の募集及び売出しを実施する場合は、前述の通り有価証券届出書の提出が義務となる。しかし、開示会社が既に発行している有価証券の売付けの申込み又はその買付けの申込みの勧誘を行う場合については、その売出しの規模が1億円以上であったとしても、金融商品取引法第4条第1項第3号により、有価証券届出書の提出は不要となっている。
「適格機関投資家や特定投資家等向けに募集又は売出しを行う場合」の特例
適格機関投資家や特定投資家は投資に関する専門知識を有する投資家である。そのため、あえて一般投資家等への募集又は売出しの際と同様の開示を行う必要がないことから、適格機関投資家や特定投資家等向けに募集又は売出しを行う場合は有価証券届出書の提出は不要である。ただし、有価証券届出書の提出と開示無くして発行された有価証券が一般投資家の手に渡ってしまうと、規制の潜脱行為にもなってしまいかねないため、このような有価証券を一般投資家に転売される事が無いようにすることが求められる。
自己株式にかかるストック・オプションを自社の役職員に付与する場合
金融商品取引法第4条第1項第1号、金融商品取引法施行令第2条の12及び企業内容等の開示に関する内閣府令第2条によれば、自社の役職員へのストック・オプションの取得勧誘または売付け勧誘等を行う場合は、有価証券届出書の提出が不要である。これは、勧誘対象となる者が自社の役職員等である以上、その有価証券に関する情報をすでに取得している若しくは容易に取得することができることから、あえて開示書類を作成し公表する必要が乏しいと考えられるという考えに依っている。

## 組織再編成時の提出義務
会社の合併、会社分割、株式交換または株式移転などの組織再編成に当たって、既存の株主などに別の会社の株式の発行あるいは交付がなされる場合、「特定組織再編成発行手続き」や「特定組織再編成交付手続き」は、「募集」及び「売出し」に含まれることになっており、これについても有価証券届出書の提出は必要となる。これについて、立法者である金融庁総務企画局企業開示課の谷口義幸と峯岸健太郎が、雑誌『旬刊商事法務』で語ったところによれば、「組織再編成に関する情報は投資者にとって重要な投資情報であると考えられ」ること、「会社法において組織再編成における対価の柔軟化が認められ（いわゆる三角合併が可能となり）、たとえば、合併において、開示会社であった消滅会社の株主に対し、存続会社以外の非開示会社の株券が対価として交付される場合、従来の取扱いでは、対価として交付される株券の発行会社は存続会社でないために開示義務を承継せず、当該消滅会社の株主は対価として交付された株券の発行会社に関する情報等を入手することができないこととなるため」、組織再編成の対価として交付される有価証券の発行者にも、その有価証券やその発行会社に関する情報の開示を義務づける必要があることから、組織再編成時にも提出義務を課すために、金融商品取引法第4条第1項の改正を実施し「募集」及び「売出し」の中に、組織再編成を含むようにしたと説明している。
なお、組織再編成時であっても、消滅会社が非開示会社である場合又は、存続会社が開示会社である場合は、有価証券届出書の提出は不要である。

## 有価証券届出書の虚偽記載
前述のとおり、有価証券届出書の記載内容のうち、重要な事項に虚偽記載があることが発覚した場合、その有価証券届出書の効力は停止し訂正有価証券届出書の提出が命じられることとなる。

### 刑事上の責任
虚偽記載のある有価証券届出書を提出した者（発行会社の代表者など）は、金融商品取引法第197条第1項第1号により、10年以下の懲役、1,000万円以下の罰金またはその両方が課されることとなる。また、発行会社についても、その代表者が法人の財産や業務に関する虚偽記載を行った場合は、金融商品取引法第207条に則り、最大で7億円の罰金が科される。

### 民事上の責任
虚偽記載のある有価証券届出書を提出した発行会社は、募集に応じてその有価証券届出書の対象となる株式等を取得した者に対しては、損害賠償責任を負うことが、金融商品取引法第18条第1項に記載されている。このほかにも発行会社の役員等、公認会計士並びに監査法人及び引受証券会社にも、賠償責任があることが金融商品取引法第21条第1項に記載されている。
このうち、発行会社の役員については、金融商品取引法第21条第2項第1号によれば、「記載が虚偽であり又は欠けていることを知らず、かつ、相当な注意を用いたにもかかわらず知ることができなかった」ことを立証できた場合は免責される。また、公認会計士及び監査法人は財務諸表部分についてのみ、虚偽記載等がないものとして監査証明をした場合は責任を問われることとなるが、この誤った監査証明に虚偽又は過失がないことを立証できれば、免責される。
金融商品取引法第21条第2項第4号によると、引受証券会社については、有価証券届出書のうち財務諸表に関する箇所以外の部分については、虚偽記載であることを知らず、相当な注意を用いたにもかかわらず知ることができなかったことを立証した場合は、免責される。一方で、財務諸表に関する箇所については、その有価証券届出書に虚偽記載があることを知らなかったことが立証できれば、免責される。

## 届出前勧誘
届出前勧誘とは、有価証券届出書の提出がなされるより前に、募集又は売出しに係る勧誘を行うことである。投資家が不確実な情報に基づく投資判断を強いられる事態を防止するため、届出前勧誘を行うことは禁止されている。